# La Passagère (film, 1963)
Pour les articles homonymes, voir La Passagère.
Pour plus de détails, voir Fiche technique et Distribution.
La Passagère (Pasażerka) est un film polonais d'Andrzej Munk et Witold Lesiewicz sorti en 1963, d'après le scénario inspiré de l'expérience des camps de concentration nazis de Zofia Posmysz, prisonnière d'Auschwitz et de Ravensbrück. Ce film inachevé - son réalisateur mourut dans un accident de la route au cours du tournage - est un chef-d'œuvre sur la terrible et froide vérité d'un camp d'extermination nazi et de la façon « ordinaire » de devenir tortionnaire.

## Synopsis
Liza, une femme allemande, croit reconnaître sur un paquebot transatlantique une ancienne détenue du camp d'Auschwitz qu'elle croyait morte. Elle avoue alors à son mari américain Walter qui ignore tout de son passé, qu'elle n'était pas détenue au camp de concentration comme elle lui avait dit, mais surveillante SS. Elle se justifie mais la vérité qui se dessine peu à peu n'est pas celle qu'elle lui raconte. Liza explique comment elle a tenté d'instaurer un rapport de domination et comment Marta, une Polonaise arrêtée pour un « crime politique », a résisté à ses avances et refusé de basculer de son côté.
Le film est construit sur le contraste entre le calme luxueux de la traversée et les flashbacks à Auschwitz accompagnés de la voix off du bourreau qui cherche à justifier son attitude. Tous les rouages de l'industrie de la mort sont montrés avec une précision dépourvue d'émotion : les corps nus des suppliciées, la fumée noire des crématoires.
Une œuvre magistrale sur la mémoire, doublement touchante par la mort accidentelle du réalisateur en 1961, avant qu'il n'ait pu finir le film. Le réalisateur Witold Lesiewicz bouclera le montage en laissant volontairement les parties inachevées ce qui confère au film une force étrange.

## Fiche technique
- Titre original : Pasażerka
- Titre français : La Passagère
- Réalisation : Andrzej Munk
- Scénario : Zofia Posmysz et Andrzej Munk
- Musique : Tadeusz Baird
- Photographie : Krzysztof Winiewicz
- Montage : Zofia Dwornik
- Décors : Tadeusz Wybult
- Costumes : Wiesława Chojkowska
- Société de production : Zespół Filmowy « Kamera »
- Pays de production :  Pologne
- Langue originale : polonais
- Genre : drame
- Durée : 60 minutes
- Dates de sortie :
  - Pologne : 20 septembre 1963
  - France : 9 mai 1964 (Festival de Cannes) ; 28 octobre 1964 (sortie nationale)[2]

## Distribution
- Liza : Aleksandra Śląska
- Marta : Anna Ciepielewska
- Walter : Jan Kreczmar